# BD-10°3166 b
BD-10°3166 b는 컵자리 방향으로 지구에서 약 218 광년 떨어진 곳에 있는 외계 행성이다. 항성과의 거리로 미루어 볼 때 소위 뜨거운 목성으로 부를 수 있다. 행성과 항성과의 거리는 지구와 태양 사이 거리의 20분의 1도 되지 않는다. 이 행성이 항성 앞을 지나가면서 빛을 가리는 현상은 관측된 적이 없기 때문에 BD-10°3166 b의 공전 궤도면은 우리가 바라보는 시선 방향과 정확히 일치하지는 않는 것으로 추측된다.